# Alexander Rosenberg
Alexander Rosenberg (* 2. Februar 1965 in West-Berlin) ist ein deutscher Schauspieler, Synchronsprecher und Dialogbuchautor. Bereits ab dem Alter von neun Jahren war er in vielen Radio-, Fernseh-, Kino- und Hörspielproduktionen zu hören und in diversen Fernsehproduktionen zu sehen.
Ab 1975 gehörte er zur Stammbesetzung in den Hörspiel- und Hörfunkarbeiten von Ulli Herzog und moderierte von 1976 bis 1979 die Livesendung Tamtam aktuell, ein Nachrichtenmagazin für Kinder, auf SFB 2. Er war in dieser Zeit auch ein vielbeschäftigter Synchronsprecher, so lieh er beispielsweise Matt Dillon in dessen ersten Filmen Wut im Bauch und Kleine Biester seine Stimme.
Seit 1995 schreibt er darüber hinaus Dialogbücher für ausländische Fernsehfilme und -serien.

## Hörspielarbeiten (Sprecher)
- Benjamin Blümchen (Folgen 1 bis 5) als 'Otto'
- Brollum als 'Douglas'
- Caius ist ein Dummkopf als 'Flavius'
- Fünf Freunde (diverse Rollen in mehreren Folgen)
- Jim Salabim als 'Heiner'
- Kalle und Schraube als 'Kalle'
- Lukas Kümmel als 'Schulli'
- Oma als 'Peter'
- Pony Panos als 'Martin'
- Spuk auf Blackstone Castle als 'Douglas'
- Vorstadtkrokodile als 'Frank'

## Fernsehauftritte
- 1974: Das feuerrote Spielmobil
- 1976: Die Montagsmaler
- 1978: Als Hitler das rosa Kaninchen stahl als 'Max'
- 1982: Dannys Traum als 'Danny'
- 1984: SOKO 5113 Folge Herle sieht doppelt als 'Thomas Wagner'

## Deutsche Dialogbücher
Autor/Mitautor bei Fernsehserien
- California Clan
- Die kleinen Monster
- Ein Mountie in Chicago
- Fantastic Journey
- Flippers neue Abenteuer
- Gänsehaut – Stunde der Geister
- Material World
- Rhinos Superteam
- Springfield Story
- Starla und die Kristallretter
- Team 03 – Die Chaos-Cops
- Zeit der Sehnsucht

Fernsehfilme
- Babe Watch – Die Nichtschwimmer von Malibu
- Top Jets – Angriff aus den Wolken
- War Dogs 2 – Zum Töten bereit
- Wer durchdreht darf nochmal

Hörspiele
- Gänsehaut – Stunde der Geister